# Listă de conducători de stat din 1834
1830 - 1831 - 1832 - 1833 - 1834 - 1835 - 1836 - 1837 - 1838
Aceasta este o listă a conducătorilor de stat din anul 1834:

## Europa
- Anglia: William al IV-lea (rege din dinastia de Hanovra, 1830-1837)
- Austria: Francisc I (arhiduce din dinastia de Habsburg-Lorena, 1792-1835; împărat, din 1804; totodată, rege al Cehiei, 1792-1835; totodată, rege al Ungariei, 1792-1835; totodată, rege al Germaniei, 1792-1806; totodată, împărat occidental, 1792-1806)
- Bavaria: Ludovic I (Karl Ludovic August) (rege din dinastia de Wittelsbach, 1825-1848)
- Belgia: Leopold I (rege din dinastia de Saxa-Coburg, 1831-1865)
- Cehia: Francisc al II-lea (rege din dinastia de Habsburg-Lorena, 1792-1835; totodată, arhiduce și împărat al Austriei, 1792-1835; totodată, rege al Ungariei, 1792-1835; totodată, rege al Germaniei, 1792-1806; totodată, împărat occidental, 1792-1806)
- Danemarca: Frederik al VI-lea (rege din dinastia de Oldenburg, 1808-1839)
- Franța: Ludovic-Filip (rege din dinastia de Bourbon-Orleans, 1830-1848)
- Grecia: Otto (Friedrich Ludwig) (rege din dinastia de Bavaria, 1833-1862)
- Imperiul otoman: Mahmud al II-lea (sultan din dinastia Osmană, 1808-1839)
- Liechtenstein: Johannes I (principe, 1805-1836)
- Luxemburg: Wilhelm I (mare duce din dinastia de Orania-Nassau, 1815-1840; totodată, rege al Olandei, 1815-1840)
- Modena: Francesco al IV-lea (duce din dinastia de Habsburg-Lorena, 1814-1846)
- Moldova: Mihail Sturdza (domnitor, 1834-1849)
- Monaco: Honore al V-lea (principe, 1819-1841)
- Muntenegru: Petru al II-lea (vlădică din dinastia Petrovic-Njegos, 1830-1851)
- Olanda: Wilhelm I (rege din dinastia de Orania-Nassau, 1815-1840; totodată, mare duce de Luxemburg, 1815-1840)
- Parma: Maria Luisa (ducesă din dinastia de Habsburg, 1814/1816-1847)
- Portugalia: Maria a II-a de Gloria (regină din dinastia de Braganca, 1826-1853) și Miguel I de Braganca (rege din dinastia de Braganca, 1828-1834)
- Prusia: Frederic Wilhelm al III-lea (rege din dinastia de Hohenzollern, 1797-1840)
- Rusia: Nicolae I Pavlovici (împărat din dinastia Romanov-Golstein-Gottorp, 1825-1855)
- Sardinia: Carlo Alberto Magnanimul (rege din casa de Savoia, ramura Carignan, 1831-1849)
- Saxonia: Anton (Klemens Theodor Marie Josef Johann Evangelista Nepomuk Franz Xaver Alois Januar) (rege din dinastia de Wettin, 1827-1836)
- Serbia: Miloș Obrenovic (principe, 1815-1839, 1858-1860)
- Sicilia: Ferdinand al II-lea Bomba (rege din dinastia de Bourbon, 1830-1859)
- Spania: Isabela a II-lea (regină din dinastia de Bourbon, 1833-1868)
- Statul papal: Grigore al XVI-lea (papă, 1831-1846)
- Suedia: Carol al XIV-lea Johan (rege din dinastia Bernadotte, 1818-1844)
- Toscana: Leopold al II-lea (mare duce din dinastia de Habsburg-Lorena, 1824-1859)
- Transilvania: Ioan Josika de Braniște (guvernator, 1822-1834)
- Țara Românească: Alexandru Ghica (domnitor, 1834-1842)
- Ungaria: Francisc I (rege din dinastia de Habsburg-Lorena, 1792-1835; totodată, arhiduce și împărat al Austriei, 1792-1835; totodată, rege al Cehiei, 1792-1835; totodată, rege al Germaniei, 1792-1806; totodată, împărat occidental, 1792-1806)

## Africa
- Așanti: Osei Yaw Akoto (așantehene, 1824-1834) și Kwaku Dua I (așantehene, 1834-1867)
- Bagirmi: Usman Burkomanda al III-lea (mbang, 1807-1846)
- Barotse: Mulambwa Santulu (litunga, cca. 1790-cca. 1835)
- Benin: Ogbebo (obba, cca. 1816-?) (?) și Osemwende (obba, ?-ca. 1850) (?)
- Buganda: Suna al II-lea (kabaka, 1824-1856)
- Bunyoro: Kyebambe al III-lea (Nyamutukura) (mukama, cca. 1785-cca. 1835)
- Burundi: Ntare al IV-lea Rugamba (mwami din a patra dinastie, 1810/1825-1852)
- Dahomey: Gezo (Gankpe) (rege, 1818-1858)
- Darfur: Muhammad Fadl ibn Abd ar-Rahman (sultan, 1800/1801-1838/1839)
- Egipt: Muhammad Ali Pașa (conducător din dinastia Muhammad Ali, 1805-1848)
- Ethiopia: Sahla Dengel (împărat, 1832-1840, 1842-1855)
- Imerina: Ranavalona I (Ramavo) (regină, 1828-1861)
- Imperiul otoman: Mahmud al II-lea (sultan din dinastia Osmană, 1808-1839)
- Kanem-Bornu: Ibrahim al IV-lea (sultan din dinastia Saifawa, 1817-1846) și Muhammad al-Amin ibn Muhammad al-Kanemi (șeic din dinastia Kanembu, 1814-1837)
- Lesotho: Moshoeshoe I (rege, 1818/1820-1870)
- Lunda: Naweej al II-lea (mwato-yamvo, cca. 1810-1852)
- Maroc: Moulay Abd ar-Rahman ibn Hișam (sultan din dinastia Alaouită, 1822-1859)
- Munhumutapa: Nyasoro (rege din dinastia Munhumutapa, 1810-1835)
- Oyo: Oluewo (rege, cca. 1833-cca. 1835)
- Rwanda: Yuhi al IV-lea Gahindiro (rege, cca. 1830-cca. 1860)
- Swaziland: Sobhuza I (Somhlolo) (rege din clanul Ngwane, cca. 1810-1839)
- Tunisia: Hussein al II-lea ibn Mahmud (bey din dinastia Husseinizilor, 1824-1835/1836)
- Wadai: Abd al-Aziz (sultan, 1830-1835)

## Asia

### Orientul Apropiat
- Afghanistan: Dost Muhammad Khan (suveran din dinastia Barakzay, 1826-1839, 1842-1863)
- Arabia: Turki ibn Abdallah (imam din dinastia Saudiților/Wahhabiților, 1823-1834), Misari al II-lea ibn Abd ar-Rahman ibn Misari (I) (imam din dinastia Saudiților/Wahhabiților, 1834) și Faisal I ibn Turki (imam din dinastia Saudiților/Wahhabiților, 1834-1838, 1843-1865)
- Bahrain: Abdallah ibn Ahmad (I) (emir din dinastia al-Khalifah, 1825-1843)
- Iran: Fath Ali Șah (șah din dinastia Kajarilor, 1797-1834) și Mohammad (șah din dinastia Kajarilor, 1834-1848)
- Imperiul otoman: Mahmud al II-lea (sultan din dinastia Osmană, 1808-1839)
- Kuwait: Jabir I ibn Abdallah (emir din dinastia as-Sabbah, 1812-1859)
- Oman: Said ibn Sultan (imam din dinastia Bu Said, 1806-1856)
- Yemen, statul Sanaa: al-Mahdi Abdallah (imam, 1816-1835)

### Orientul Îndepărtat
- Atjeh: Muhammad Șah (sultan, 1824-1836)
- Birmania, statul Toungoo: Bagyidaw (rege din dinastia Alaungpaya, 1819-1837)
- Brunei: Umar Ali Saif ad-Din al II-lea Jamal al-Alam (sultan, 1822-1852)
- Cambodgea: Preah Ang Chan (Preah Bat Samdech Preah Utey Reachea Thireach Reamea Thippadey Preah Srey Soryospor) (rege, 1806-1811, 1813-1834) și Neac Ang Mey (regină, 1834-1840, 1844-1845)
- China: Xuanzong (Minning) (împărat din dinastia manciuriană Qing, 1821-1850)
- Coreea, statul Choson: Sunjo (Yi Kwang) (rege din dinastia Yi, 1801-1834)
- India: William Cavendish Bentinck (guvernator general, 1828-1835)
- India, statul Moghulilor: Muid ad-Din Akbar Șah al II-lea (împărat, 1806-1837)
- Japonia: Ninko (împărat, 1817-1846) și Ienari (principe imperial din familia Tokugaua, 1787-1837)
- Laos, statul Champassak: Chao Huy (rege, 1826-1840)
- Laosul superior: Mantha Thurat (rege, 1815/1817-1836/1839)
- Maldive: Muin ad-Din Muhammad (sultan, 1798-1834) și Imad ad-Din Muhammad al III-lea (sultan, 1834-1882)
- Mataram (Jogjakarta): Abd ar-Rahman Amangkubuwono al V-lea (Menol) (sultan, 1822-1826, 1828-1855)
- Mataram (Surakarta): Pakubowono al VII-lea (Purabaya) (sultan, 1830-1858)
- Nepal, statul Gurkha: Rajendra Bikram Șah (rege, 1816-1847)
- Rusia: Nicolae I Pavlovici (împărat din dinastia Romanov-Golstein-Gottorp, 1825-1855)
- Thailanda, statul Ayutthaya: Pra Nangklao Choayuhua (Rama al III-lea) (rege din dinastia Chakri, 1824-1851)
- Tibet: bLo-bzang Tshul-khrims rgya-mtsho (dalai lama, 1822-1838)
- Tibet: Panchen bsTan-jai Nyi-ma (Tempe Nyima) (panchen lama, 1781-1852)
- Vietnam: Minh Mang (Nguyen Thanh-To) (împărat din dinastia Nguyen, 1820-1841)

## America
- Argentina: Juan José Viamonte (guvernator, 1833-1834) și Manuel Vicente Maza (guvernator, 1834-1835)
- Bolivia: Andrés de Santa Cruz (președinte, 1829-1839; anterior, președinte al Perului, 1826-1827, 1836-1839)
- Brazilia: Pedro al II-lea (împărat din dinastia de Braganca, 1831-1889)
- Chile: Joaquín Prieto (președinte, 1831-1841)
- Columbia: Francisco de Paula Santander (președinte, 1832-1837)
- Costa Rica: José Rafael de Gallegos Alvarado (președinte, 1833-1834), Juan José Lara (președinte, 1834) și Agustín Gutiérrez y Lizaurzábal (președinte, 1834-1835)
- Ecuador: Juan José Flores (președinte, 1830-1835, 1839-1845)
- El Salvador: Joaquín de San Martín y Ulloa (șef suprem, 1832, 1833-1834, 1834), Lorenzo González (șef suprem, 1834), José Gregorio Salazar (șef suprem, 1834), Carlos Salazar (președinte, 1834), Joaquín Escolán y Balibrera (președinte, 1834, 1835) și José María Silva (președinte, 1834-1835)
- Guatemala: Mariano Gálvez (președinte, 1831-1838)
- Haiti: Jean Pierre Boyer (președinte, 1818/1820-1843)
- Hawaii: Kamehameha al III-lea (Kauikeauoli) (rege, 1825-1854)
- Honduras: Francisco Ferrera (președinte, 1833-1834, 1834, 1841-1844) și Joaquín Rivera (președinte, 1833, 1834, 1834-1835, 1835-1836)
- Mexic: Antonio López de Santa-Anna (președinte, 1833-1835, 1841-1842, 1843, 1844, 1846-1847, 1847, 1853-1855)
- Nicaragua: Benito Morales (președinte, 1833-1834) și José Núñez (președinte, 1834-1835, 1837-1839; director suprem, din 1838)
- Paraguay: José Gaspar Rodríguez de Francia (dictator suprem, 1814-1840)
- Peru: Luis José Obregoso (președinte, 1833-1835)
- Statele Unite ale Americii: Andrew Jackson (președinte, 1829-1837)
- Uruguay: José Fructoso Rivera (președinte, 1830-1834, 1838-1839, 1839-1843) și Carlos Anaya (președinte, 1834-1835)
- Venezuela: José Antonio Páez (președinte, 1830-1835)